# 澳大利亚共和主义
澳大利亚共和主义（英語：Republicanism in Australia）是指将澳大利亚政体由君主立宪制改为共和制的运动。这类设想从澳大利亚联邦成立前一直到现在不断地被提出，现在的焦点集中于澳大利亚联邦是否应当废除与其它英联邦王国共戴的世袭君主职务，而代以澳大利亚人出任的国家元首职位（總統）。
澳大利亚共和运动是澳大利亚共和派的主要组织。

## 历史

### 19世纪
澳大利亚在建国前的19世纪就已经有了关于建立共和的呼声。牧场主霍雷肖·威尔斯（Horatio Wills）在1832年发表的文章可能是最早公开发表的呼吁共和的文章。威尔斯基积参与解放流放犯的运动，并呼吁澳大利亚应该成为像美国一样的独立国家。

尤利卡起义及澳大利亚共和主义支持者使用的旗帜

1854年发生的尤利卡起义中的一部分领袖和参与者赞成共和主义，因此尤利卡事件在后来也被用来作为宣传共和，一些共和派组织也时常使用蓝底白十字星的尤利卡旗。起义被镇压后，共和派人士组建了澳洲共和协会（The Australian Republican Association (ARA)），该组织宣扬罢免各殖民地总督并取消总督职位、改革刑律、建立立法议员工资制、土地国有化、以及建立独立于大英帝国的联邦制澳大利亚共和国。共和协会会员中包括著名诗人亨利·勞森，他公开发表的第一首诗就是在《共和主义者》杂志上发表的《共和国之歌》。
在此同时，澳大利亚也出现了赞成“白澳政策”的运动，但白厅的帝国当局反对宗族隔离法律。因此，“白澳”种族主义分子也要求澳大利亚从帝国独立建立共和国，以便摆脱帝国政府的限制。
当1888年悉尼百年庆典活动被共和联盟（Republican League）搅乱时，一位到访的英国官员说到“感谢上帝有英国舰队停泊在港内”。

### 建立联邦及衰弱
1891年开幕的联邦筹建大会上产生了《澳大利亚宪法》的第一稿草案。在大会上，新南威尔士殖民地的前总理乔治·笛布斯（George Dibbs）发言时说“这个伟大国家的人民的不可阻挠的最终命运”是建立“澳大利亚共和国”。
但是，19世纪90年代之后，对于共和议题的支持度就逐渐降温，劳工运动开始专注组建联邦国家的运动。1901年联邦建立之后，在第一次世界大战中及以后，共和运动更加示弱。随着战争中爱国主义情绪的高涨，感情上澳大利亚人对皇室的忠君感情也再次增加。原来鼓吹共和运动的《公告》（The Bulletin）杂志放弃了共和派立场，改而采取了保守的忠于帝国的立场。1916年退伍军人团体“归国及军人协会”（Returned and Services League）建立，这一通过全澳的退伍军人俱乐部网络在澳大利亚社会生活中具有较大影响力的组织也同时成为了保皇派的重要堡垒。
20世纪前半叶中，澳大利亚的各保守党派都是狂热的保皇派，而工党虽然力争澳大利亚在帝国内获取更大的自治权，并基本支持任命澳大利亚人担任澳大利亚总督，但并没有质疑君主制政体本身。当英国通过1931年西敏法令提出对包括澳大利亚在内的各自治领给予独立主权国家地位时，澳大利亚一直没有接受这一地位，直到1942年（《1942年西敏法令采纳法令》），由于第二次世界大战中地区战略局势发生变化，才接受独立地位。至此，君主在澳大利亚首次作为“澳大利亚君主”，以不同于在英国的地位君临澳大利亚。同样在第二次世界大战期间，约翰·柯廷领导的工党政府任内，皇室成员格洛斯特公爵亨利王子被任命为澳大利亚总督。
分别的澳大利亚皇权建立后不久，1949年澳大利亚又设立了分别的澳大利亚公民籍，但皇室仍享有较高的支持率：伊丽莎白二世女王1954年到访时，据报道有700万澳大利亚人上街目睹（当时全国总人口只有900万）。

### 惠特拉姆时代
1972年大选中工党获得多数席位，终结了澳大利亚人主要自认为英联邦（过去的大英帝国）一份子的时代：惠特拉姆政府施行了一系列推进澳大利亚建设独立国家的改革。但（据他在回忆录中所说）高夫·惠特拉姆本人并不是共和派。
惠特拉姆政府在1975年的宪政危机中结束：总督约翰·科尔解散了内阁并任命反对党领袖马尔科姆出任总理。科尔在行事前并没有征求女王本人的意见，事后惠特拉姆方面联络女王时，女王特地拒绝介入，并指出自从澳大利亚接受了《西敏法令》之后，她在澳大利亚宪法架构下已无权介入政府任免。但是，这一事件仍然引起了对于持有许多政治权力的“象征性”职位予以保留的利弊、以及一个澳洲人担任的总统在类似情况下会如何行使类似的保留权力的辩论。

### 《澳大利亚法令》及之后
英联邦其他部分的转变继续淡化其成员之间的关系，包括英国和澳大利亚的关系。1982年，英国修改了其国籍法，将英联邦公民从“英国子民”（British subject）类别中剔出。在此之前，此一国籍类别是所有英联邦公民共享的身份。而如同澳大利亚在接受《西敏法令》时比其它国家慢一拍一样，在澳大利亚也是最后采纳此一国籍法修改的英联邦国家之一：在澳大利亚法律中，“英国子民”类别保留到1987年才被取消。
1986年，澳大利亚和英国同时通过《澳大利亚法令》，此法令消除了英国的立法和司法机构与澳大利亚各州法理上的联系。根据澳大利亚高等法院后来在《苏诉希尔》案（Sue v Hill）中的裁定，此法完全确立了澳大利亚和英国作为共戴一君的独立国家（“共主邦联”）的关系。
在同一时期，澳大利亚的各种机构名称也开始删除具有皇权意味的字眼。例如，在1993年，澳大利亚公民入籍时使用的宣誓词中关于宣誓效忠女王的字句被删除，改为宣誓效忠“澳大利亚及其人民”。此外，昆士兰州在新的立法中完全删除了提到君主的字句，新法律的颁布条文仅提到相关法令由议会颁布并“对昆士兰州具有约束力”。（后来澳大利亚的各州议会和联邦国会也都对立法所用的颁布条文作了类似的改革。）新南威尔士和维多利亚两州率先停止册封“御用大律师”，改以“资深大律师”头衔。（后来各州及联邦也停止册封御用大律师，直至2010年以后又有恢复。）当时许多保皇派人士将这些动作称为“鬼祟共和化”。
但是其他一些方面与君主的联系并未改变，例如澳大利亚国会的参议员和众议员就职时，仍需宣誓“忠诚并忠實地效忠女王陛下”。由于此誓词是《宪法》规定的，因此改变此誓词需通过全民公决修宪才可完成。

### 基廷政府
1991年，执政的澳大利亚工党首次将建立共和制定为政策，时任总理鲍勃·霍克说澳大利亚成为共和国是“必然的”。工党的政策决定催生了澳大利亚的主要共和运动组织，澳大利亚共和运动组织（Australian Republican Movement）。霍克的继任者保罗·基廷更积极的推行共和议题，并设立了共和咨询委员会（Republic Advisory Committee）来研究如何在2001年1月1日新世纪到来时建立共和国。委员会在1993年4月发表了报告，结论是“在不威胁澳大利亚令人珍惜的民主制度的前提下建立共和国是可行的”。
收到报告后，基廷宣布将举行全民公决决定是否建立共和国体、用总统职位代替总督，以及在宪法中删除提到君主的条文。总统人选由总理提名、由澳大利亚国会两院合议中三分之二多数投票指定。全民公决计划在1998年或1999年举行。但是，基廷所属的工党在1996年的大选中落败，保皇派的约翰·霍华德赢得大选出任总理。

### 1998年宪政大会
1996年，约翰·霍华德领导的保守派聯盟赢得大选，結束工黨13年執政，对于共和议题，霍华德政府的政策是先召开宪政大会，计划由大会决定是否应当采取共和制国体，如果采用共和制的话，由大会选出一种共和方案，然后将此方案作为修宪草案付诸公投。
1998年2月，霍华德政府在坎培拉的旧国会大厦召开了为期两周的宪政大会。宪政大会由152名代表组成，其中一半为民选产生，一半由联邦和各州政府任命。批评者指出霍华德任命的代表中有超出正常比例的坚定保皇派人士，例如政府指派代表澳大利亚首都领地的两名代表都曾发表过明确的保皇派意见，而澳大利亚首都领地是澳大利亚境内对共和制支持比例最高的地区之一。在开幕式上，霍华德说如果大会不能选定一种共和方案，则应将最受澳大利亚民众支持的方案付诸公投。
宪政大会上，代表们以89票对52票（11票弃权）的比例通过了应当采纳共和制的决议，但具体共和方案的问题在共和派代表中造成了巨大的分歧。当时讨论的有四种方案：两种直选总统方案、一种根据总理建议任命总统的方案、以及一种由国会三分之二多数选举总统的方案。在进行了激烈辩论后，最终由前工党政府提出的、受建制人士支持的第四种“最小改变”方案（所谓的“两党支持方案”）由于弃权票的数量获得了有效票中的多数支持（73票赞成，57票反对，22票弃权），成为草案方案。根据此方案，《澳大利亚宪法》中的君主职位及总督职位将由新的“总统”职位代取，而总统由国会两院投票2/3多数产生，其它的宪政安排基本不变，总统是象征性的国家元首并基本保留总督的現有职权（虛位元首）。此方案没有广泛的选民支持：大多数选民向往的是民选总统、甚至实权总统的共和制，但这样修宪幅度会较大，因此没有得到宪政大会支持。许多支持直选总统的共和派代表选择了弃权，他们的理由是这样的话“两党支持方案”会在公投中失败，这样以后的公投还有机会采纳直选方案。
宪政大会同时采纳了在《澳大利亚宪法》中加入前言的建议，前言草案也被付诸公投。
事后，批评者认为霍华德之所以选择只有两周的紧凑时间表以及半民主的代表选派机制是为了破坏共和进程，但霍华德坚决否认这一指控。

### 1999年共和制公民投票
1999年11月6日，澳大利亚公民投票举行。在公投之前，政府在全国刊登了大量广告，以及1290万本小册子，内容由共和派和保皇派分别撰写，向民众解释双方论点。在公投中，共和制遭受挫败，在所有的州都没有通过。
1999年的澳大利亚共和制公民投票是关于两方面问题的投票。第一个问题是澳大利亚是否应成为一个总统由议会选出的共和国。第二个问题是《澳大利亚宪法》是否应插入一段导言。《澳大利亚宪法》规定修宪案必须得到全国大多数选民赞成并在大多数州内得到大多数选民赞成。两项议案都没有通过，在第一个问题上55%的人投了反对票，赞成票只有45%，修宪草案在所有的州都遭否决。加入导言的议案也被否决，赞成票只有39%。事前的民调普遍认为澳大利亚人大多数是倾向共和制的。根据分析，许多选民是因为不支持提案中的具体方案（方案中所建議的總統僅為虛位元首），因此情愿保留君主制而不是改到不喜欢的共和制度。

### 现状
澳大利亚最近40年中执政的9位总理中，有6位是共和派，只有3位是君主立憲派。當中工黨全為共和派，而自由黨除麦肯·腾博以外均為君主立憲派。
前总理麦肯·腾博（聯盟黨）曾长期担任澳大利亚共和运动组织主席，是坚定的共和主义者。前任总理陆克文（工黨）也是一个坚定的共和主义者，他在职时曾声称“澳大利亚已经是时候推选自己的国家元首了，我们已经为此等待了太久太久。”女王在澳大利亚的前任代表，总督昆廷·布赖斯也是一个共和主义者。共和派不分党派，但左派的工黨和綠黨把共和議題視作黨纲，右派自由黨則分歧。
澳大利亚共和运动至今仍活跃，普遍的澳大利亚人民共識是，只要伊丽莎白二世仍在世，推行共和制的議題將會擱置。按照兩位前总理吉拉德和腾博的说法，不少澳大利亚人（包括许多共和派的民众）仍然尊敬女王，因此在女王统治结束时可能是再次讨论共和的最好时机。

## 变革理由

### 独立与元首
澳大利亚共和派提出的中心论点之一是澳大利亚是独立国家，因此澳大利亚与英国共戴同一君主是不合适的。共和派认为现在的澳大利亚君主不是澳大利亚人，而作为他国国民君主无法合乎人意的对澳大利亚本身以及在国际上代表澳大利亚。
原联邦首席大法官布仁立（Gerard Brennan）说：“只要我们还保留现行体制，我们的国家元首就基本上是由西敏寺的国会代我们指定的”。如澳大利亚共和运动组织成员弗兰克·开西狄所说：“简单来说，我们要一个居民来做总统”。（"In short, we want a resident for President."）

### 多元文化和教派冲突
共和派将君主制度和对英国的认同联系起来，所以他们认为澳大利亚的人口构造和文化都已经发生变化，从原先的“从头到鞋带的英国人”（"British to our bootstraps"，孟席斯语），到现在已不再如此英国化，但仍保留“英格兰的核心”。他们特别指出，对于非英国裔的澳大利亚人，同一人同时担任澳大利亚和英国君主的概念特别奇怪。也有说法认为有一部分澳大利亚原住民和爱尔兰裔澳大利亚人认为澳大利亚的君主制度是英国帝国主义的象征。
相对的，保皇派则认为1945年以来，逃离不稳定的共和国家来到澳大利亚的移民欣赏澳大利亚在君主立宪制下的社会和政治稳定。此外，一些原住民人士（例如参议员纳维尔·伯纳（Neville Bonner）也认为共和制总统不会“对我的民族多一丁点的关怀”。
另一种分析认为澳大利亚的保皇派和共和派的分野反映了历史上并仍旧存在的教派矛盾关系，基本上天主教徒较倾向共和派，而新教徒较倾向保皇派。这一分歧源于19和20世纪时，澳大利亚的共和派主要是爱尔兰天主教背景，而忠君的则更多是英裔新教背景。虽然这一矛盾在二战之后被大批移民冲淡，但天主教-新教分歧仍被认为是现代共和议题中的因素，包括在1999年的全民公决中也是。也有观点认为但天主教-新教矛盾（至少作为爱尔兰-英国矛盾）已经至少在40年前就消失了。
另外，一些分析认为天主教-新教分野是和阶级矛盾混杂在一起的。传统上，共和运动最积极的支持者是具有爱尔兰天主教背景的城市工人阶级，而保皇主義则是英国新教背景以及中产阶级城市和乡村居民的核心价值观，以致1999年曾有呼吁应该禁止300,000在澳大利亚有投票权的非澳籍英国子民在全民公决中投票，因为他们会在竞争激烈的投票中成为一组统一的忠君票仓。

### 当代社会价值
从一些观点上来看，一种论点是君主制的一些特征已不符合现代的澳大利亚价值观。这些包括：君主制的世袭性与澳大利亚的公平正義价值和对继承特权的反感；男性优先规则违反了性别平等原则（但已於2011年修改為男女享同等繼承權），而君主与英国国教會之间的联系则与澳大利亚的宗教自由、政教分離及世俗主义特征不符。在英國王室改革之前，根据《1701年王位繼承法令》，英國君主不可是天主教徒，王室成員亦不能嫁娶天主教徒。虽然澳大利亚的反歧视法律及宗教自由原則，不允许以某人是天主教徒为由限制其法律权利，但作为具有宪法性质的法律，《继承法令》的规定凌驾于反歧视法律之上。此外，近年来移居澳洲的移民及后代很多不是从英国移民而来，对英国也无归属感，他们不会认同长期由另一个国家代表自己国家的国家元首，加上英国曾是澳洲的宗主国，英王作为国家元首仍带保留殖民统治的痕迹，代表澳洲仍非完全的主权独立国家。

## 關連項目
- 共和制
- 立憲君主制
- 限制君主制（日语：制限君主制）
- 絕對君主制
- 天皇制廢止論
- 資產階級革命